# Cratere Kunes
Kunes  è un cratere sulla superficie di Marte.